# Farsley
Farsley är en ort i distriktet Leeds, i grevskapet West Yorkshire, i England. Farsley var en civil parish från 1894 till 1937 då den blev en del av Pudsey. Denna civil parish hade 6 158 invånare år 1931. Farsley var ett distrikt från 1894 till 1937 då den blev en del av Pudsey. Byn nämndes i Domedagsboken (Domesday Book) år 1086, och kallades då Fersellei/Ferselleia.